# Vomito Negro
Vomito Negro – belgijski zespół muzyki EBM utworzony w 1983 przez Gin Devo i Guy van Mieghem znany głównie z wydawnictwa the new drug.
Nazwa grupy pochodzi z łaciny i oznacza czarne wymioty występujące w ostatniej fazie żółtej febry.

## Dyskografia
| Rok  | Tytuł                         | Format, specjalne uwagi |
| ---- | ----------------------------- | ----------------------- |
|      | M.A.C.S.                      | kaseta                  |
| 1985 | Vomito Negro                  | 12"                     |
| 1987 | Dare                          | CD                      |
| 1987 | Stay Alive                    | 12"                     |
| 1988 | Dare                          | 12"                     |
| 1989 | Musical Art Conjunct of Sound | kaseta                  |
| 1989 | Shock                         | CD/LP                   |
| 1990 | Human                         | CD/LP/kaseta            |
| 1990 | Save the World                | CDM/12"                 |
| 1991 | The New Drug                  | CD/LP                   |
| 1992 | Compiled                      | CD                      |
| 1992 | Wake Up                       | CD                      |
| 2000 | Musical Art Conjunct of Sound | CD                      |
| 2002 | Fireball                      | CD                      |

Poniżej zawartość płyty the new drug uznawanej za najważniejszą w dorobku grupy.

### Vomito Negro - The New Drug (1991)
- 01. Immortal (3.40)
- 02. The System (5.00)
- 03. XTC (3.40)
- 04. The Gunstore (4.06)
- 05. Nova Beat (3.16)
- 06. To Auto Logos (5.12)
- 07. Umbriferous (3.50)
- 08. Recover (2.57)
- 09. The New Drug (4.00
- 10. Daddy (5.10)
- 11. Blind Eyes (3.44)
- 12. Mortal (2.34)

w nawiasach czas trwania utworów
Płyta wydana nakładem Antler Subway records, dystrybucja Play it again, Sam!.